# Назаров, Александр Игнатьевич
Александр Игнатьевич Назаров — советский государственный и хозяйственный деятель.

## Биография
Родился в 1927 году. Член КПСС.
С 1949 года — на хозяйственной работе.
В 1949—2009 гг. :
- выпускник Сасовского лётного училища,
- на различных лётных и командных должностях в отдельных авиаотрядах Западно-Сибирского и Восточно-Сибирского управлений гражданской авиации,
- начальник Управления учебных заведений Министерства гражданской авиации СССР,
- заместитель министра, первый заместитель министра гражданской авиации СССР,
- участник некоммерческого партнерства «Клуб ветеранов высшего руководящего состава гражданской авиации»,
- эксперт при Государственной службе гражданской авиации Минтранса России.

Избирался депутатом Верховного Совета РСФСР 10-го созыва.
Умер в Москве в 2009 году.